# Caldevilla de Valdeón
Caldevilla de Valdeón (en leonés, Caldevilla de Valdión) es una localidad del municipio leonés de Posada de Valdeón, en la Comunidad Autónoma de Castilla y León. Caldevilla de Valdeón, enclavada dentro del parque nacional Picos de Europa,  es una localidad española situada en el Municipio de Posada de Valdeón en la provincia de León, comunidad autónoma de Castilla y León. Se encuentra a unos tres kilómetros de Posada de Valdeón y a orillas del Río Cares. Comparte la parroquia de San Pedro Advincula con Soto de Valdeón, cuya festividad se celebra el primer día de agosto.
Cuenta con 13 hórreos, testigos todos ellos de la transcendencia de esta edificación en las antiguas sociedades campesinas del Valle de Valdeón. No conserva el tan útil molino, pero sí se puede contemplar el antiguo potro de herrar el ganado.
Dentro de la característica Arquitectura Rural destaca La Casa del Pueblo que conserva todavía la campana original a cuyo toque se convocaba a los vecinos a reuniones o a hacenderas. Aunque se desconoce su antigüedad, sí se puede afirmar que atesora más de 180 años de historia.

## Localidades limítrofes
Confina con las siguientes localidades:
- Al noreste con Soto de Valdeón.

## Demografía
Evolución de la población
| Gráfica de evolución demográfica de Caldevilla de Valdeón entre 2000 y 2023 |
|                                                                             |
| Población de derecho (2000-2023) según el padrón municipal del INE          |

## Historia
Así se describe a Caldevilla de Valdeón en el tomo V del Diccionario geográfico-estadístico-histórico de España y sus posesiones de Ultramar, obra impulsada por Pascual Madoz a mediados del siglo XIX:

Lugar en la provincia de León, partido judicial de Riaño, pertenece al lugar de Soto (V.).
Diccionario geográfico-estadístico-histórico de España y sus posesiones de Ultramar